# Place de la République (film)
Pour les articles homonymes, voir Place de la République.
Pour plus de détails, voir Fiche technique et Distribution.
Place de la République est un film documentaire français réalisé par Louis Malle et sorti en 1974.

## Synopsis
À Paris, en octobre 1972, des passants sont interviewés place de la République.

## Fiche technique
- Titre : Place de la République
- Réalisation : Louis Malle
- Photographie : Étienne Becker
- Son : Jean-Claude Laureux
- Montage : Suzanne Baron
- Société de production : NEF - Nouvelles Éditions de Films (Paris)
- Pays de production :  France
- Format : couleur - Mono - 35 mm
- Durée : 94 min
- Date de sortie : 
  - France : 30 avril 1974